# Кубок Норвегии по футболу 1913
Кубок Норвегии по футболу 1913 (норв. Norgesmesterskapet i fotball for menn 1913) — 12-й розыгрыш Кубка Норвегии по футболу. Турнир проводился с сентября по октябрь 1913 года. Участие в турнире принимали чемпионы местных ассоциаций 1913 года и действующий чемпион «Меркантиле». «Одд» выиграл пятый кубок.

## Первый раунд
| Команда 1        | Результат | Команда 2            |
| ---------------- | --------- | -------------------- |
| 14 сентября 1913 |           |                      |
| Йёвик-Люн        | 0:7       | Квик (Фредриксхальд) |
| Ставангер        | 6:4       | Бранн                |

- Остальные команды получили уайлд-кард.

## Второй раунд
| Команда 1        | Результат | Команда 2 |
| ---------------- | --------- | --------- |
| 21 сентября 1913 |           |           |
| Меркантиле       | 8:0       | Браге     |
| Ставангер        | 2:5       | Одд       |
| Эрн              | т.п.      | Гране     |

- Квик (Фредриксхальд)[англ.] получил уайлд-кард.

## Полуфинал
| Команда 1        | Результат      | Команда 2            |
| ---------------- | -------------- | -------------------- |
| 29 сентября 1913 |                |                      |
| Меркантиле       | 2:1 (доп. вр.) | Квик (Фредриксхальд) |
| Эрн              | 0:3            | Одд                  |

## Финал
Согласно
| Одд                     | 2:1     | Меркантиле  |
| ----------------------- | ------- | ----------- |
| Хааконсен 32′ · Аас 37′ | (отчёт) | Иверсен 42′ |

| Одд: |  |                    |
|      |  |                    |
| Вр   |  | Ингольф Педерсен   |
| Защ  |  | Отто Аулие         |
| Защ  |  | Пер Скоу           |
| ПЗ   |  | Бьярне Гулбрандсен |
| ПЗ   |  | Педер Хенриксен    |
| ПЗ   |  | Торальф Груббе     |
| НП   |  | Генри Рейнхольдт   |
| НП   |  | Сверре Андерсен    |
| НП   |  | Пер Харалдсен      |
| НП   |  | Рольф Хааконсен    |
| НП   |  | Йонас Аас          |

| Меркантиле: |  |                            |
|             |  |                            |
| Вр          |  | Сверре Ли                  |
| Защ         |  | Харальд Шрайнер            |
| Защ         |  | Чарлз Херлофсон            |
| ПЗ          |  | Томас Хессельберг Бернтцен |
| ПЗ          |  | Харалд Йохансен            |
| ПЗ          |  | Холм Фредрик Холмсен       |
| НП          |  | Рольф Аас                  |
| НП          |  | Кааре Энгебретсен          |
| НП          |  | Ханс Эндреруд              |
| НП          |  | Олаф Иверсен               |
| НП          |  | Эйштейн Холмсен            |